# Artigas (futebolista)
Arturo da Silva Filho, mais conhecido como Artigas (Sant'Ana do Livramento, 8 de janeiro de 1915 - ?), foi um futebolista brasileiro que atuava como zagueiro ou volante.

## Carreira
Começou sua carreira futebolística no 14 de Julho de Santana do Livramento, onde atuou de 1928 a 1935.
Depois, jogou ainda por Internacional (1935 - 1937).
Chegou ao Santos em 1938, estreando em 10 de fevereiro, em um amistoso contra Libertad do Paraguai no Estádio Vila Belmiro.
Em agosto de 1939, transferiu-se para o Flamengo. Pelo clube, sagrou-se campeão carioca em 1939, 1942, 1943 e 1944. Apesar de reserva, atuou em várias partidas nos títulos cariocas, com exceção de 1944, onde disputou apenas uma partida. Defendeu as cores do clube em 129 partidas, até 1944, e marcou 2 gols.
Retornou para o Santos em 1945, onde ficou até 1950. Se despediu em 12 de fevereiro, em amistoso no Estádio Arnoldo Bulle, contra a AA Internacional (Bebedouro). Nas duas passagens pelo Santos, atuou em 167 jogos e marcou 1 gol.
Aposentou-se dos gramados em 1950, e foi treinador do Santos nos anos de 1950, 1951, 1952 e 1953, intercaladamente, somando 67 partidas, com 39 vitórias, 11 empates e 17 derrotas.

### Títulos
Internacional
- Campeonato Municipal: 1936

Flamengo
- Campeonato Carioca[4]: 1939, 1942, 1943, 1944